# Linutop

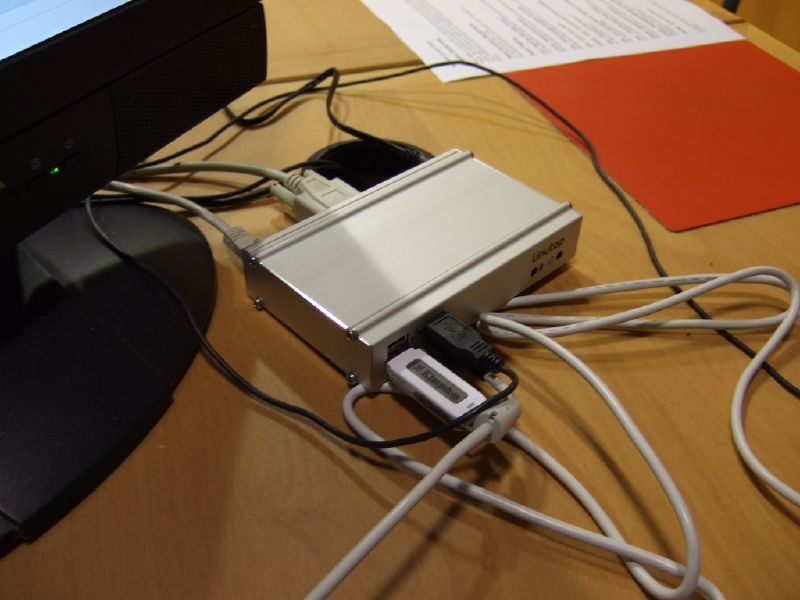

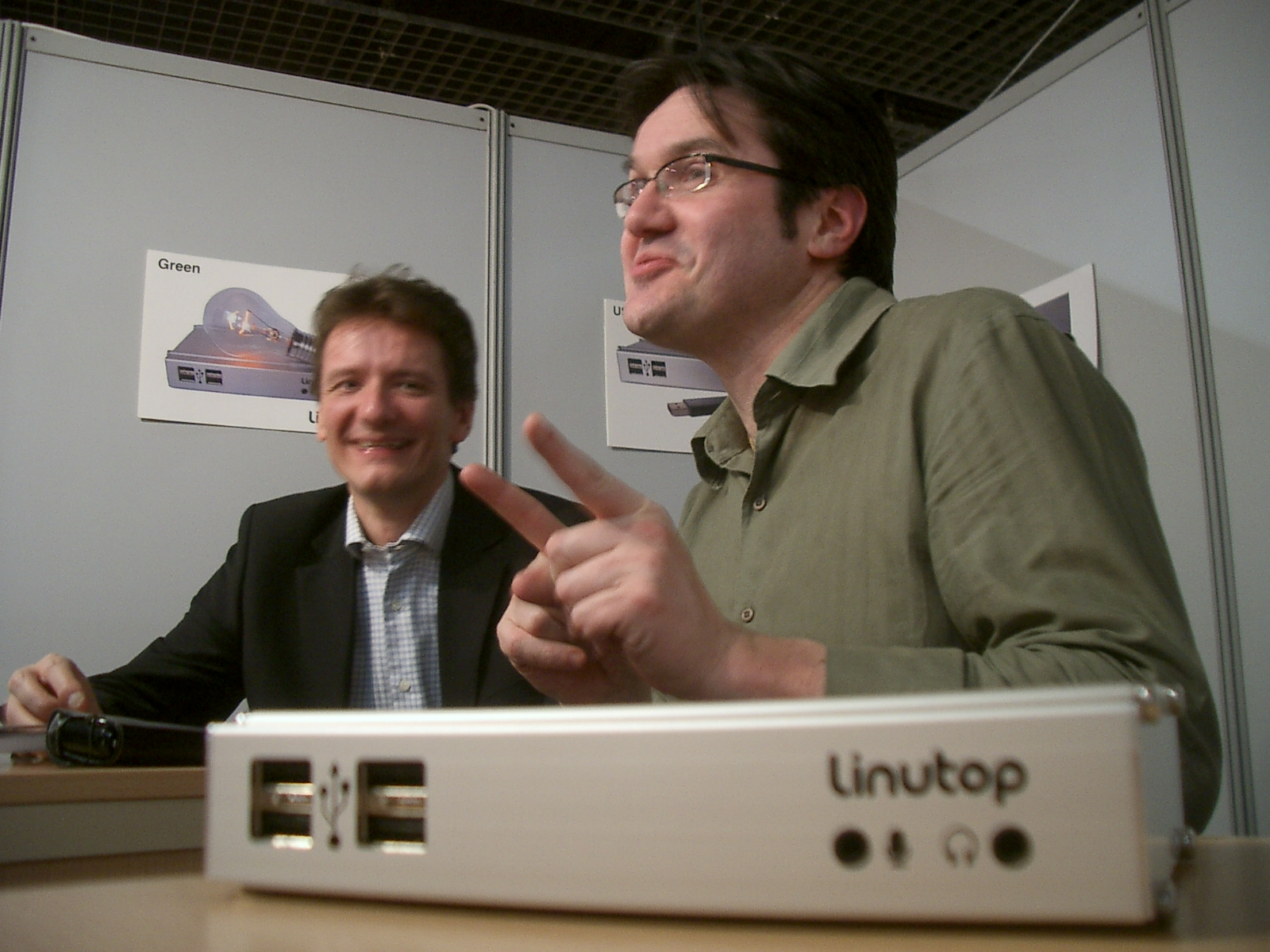

«Linutop» — невеликий, легкий, енергоефективний і екологічно дружній неттоп у металевому корпусі, без будь-яких рухомих частин, на якому запускається Linutop ОС — спеціальна версія Linux на основі Xubuntu.
Наявні різноманітні GTK застосунки, орієнтовані для перегляду вебсторінок та інтернет-спілкування. Linutop також придатний для мультимедійного застосування і забезпечений лінійними виходом/мікрофонним входом. 
Пристрій може бути легко налаштованим для роботи в середовищі LTSP як тонкий клієнт. Linutop придатний для використання в інтернет-кафе, публічних бібліотеках, школах.

## Linutop 1
Перша серія пристроїв ґрунтувалася на готовому проекті ThinCan, естонської компанії «Artec Group»; вже не продається.

### Технічні характеристики
| Linutop 1                             | Linutop 2                                                  | Linutop 3                                                                            | Linutop 4 |
| ------------------------------------- | ---------------------------------------------------------- | ------------------------------------------------------------------------------------ | --- |
| Процесор: AMD Geode LX 700 (433 МГц)  | Процесор: AMD Geode LX800 (500 МГц)                        | Процесор: VIA C7 1 GHz (x86)                                                         | Процесор: Intel Atom N270 1,6 GHz |
| ОЗП: 256 Мб                           | ОЗП: 512 Мб (можливість розширення до 1 Гб)                | ОЗП: 1 ГБ (можливість розширення до 2 Гб)                                            | ОЗП: 1 ГБ (можливість розширення до 2 Гб)                                                                                            |
| Носій: 1 ГБ зовнішній USB накопичувач | Носій: 1 ГБ внутрішній USB накопичувач                     | Носій: 2 ГБ внутрішній USB накопичувач                                               | Носій: 2 ГБ внутрішній USB накопичувач                                                                                               |
| Порти розширення: н/д                 | Порти розширення: 10/100 Ethernet (RJ-45); 4× USB 2.0; VGA | Порти розширення: Giga Lan Ethernet (RJ-45); 6× USB 2.0; 1 COM Port RS232; VGA + DVI | Порти розширення: Giga Lan Ethernet (RJ-45); 6× USB 2.0; 1 COM Port RS232; VGA + DVI (максимально підтримуване розрішення 1920x1440) |
| Розніми на платі: н/д                 | Розніми на платі: н/д                                      | Розніми на платі: 2 Sata, 1 PCIe                                                     | Розніми на платі: 2 Sata, 1 PCIe |
| Потужність: 5 Вт                      | Потужність: 8 Вт                                           | Потужність: 20 Вт                                                                    | Потужність: <16 Вт |
| Вага: 280 г                           | Вага: 580 г                                                | Вага: 1,8 кг                                                                         | Вага: 1,8 кг |
| Розміри: 23,5×23,6×5,5 см             | Розміри: 9,3×15×2,7 см                                     | Розміри: 14×14×3.5 см                                                                | Розміри: 23.5x23.6x5.5 cm |
| Ціна: н/д                             | Ціна: 280 €                                                | Ціна: 340 €                                                                          | Ціна: 340 € |

## Корисні посилання
- Linutop Website
- Linutop Wiki
- Linutop Video [Архівовано 14 листопада 2011 у Wayback Machine.]
- FIC ION A603 mini PC [Архівовано 12 квітня 2008 у Wayback Machine.]